# 5124 Мураока
5124 Мураока (5124 Muraoka) — астероїд головного поясу, відкритий 4 лютого 1989 року.
Тіссеранів параметр щодо Юпітера — 3,612.